# Microtus tatricus
Microtus tatricus е вид бозайник от семейство Хомякови (Cricetidae).

## Разпространение
Видът е разпространен в Полша, Румъния, Словакия и Украйна.